# Baldatika
Baldatika es una entidad de población española del municipio de Forúa, perteneciente a la provincia de Vizcaya, en la comunidad autónoma del País Vasco.

## Toponimia
El lugar puede aparecer referido con las grafías «Baldatika» y «Baldatica».

## Historia
Hacia finales del siglo XIX, el lugar, ya por entonces perteneciente a Forúa, tenía contabilizada una población de treinta habitantes. Aparece descrito en el segundo volumen del Diccionario geográfico, estadístico, histórico, biográfico, postal, municipal, marítimo y eclesiástico de España y sus posesiones de ultramar de Pablo Riera y Sans con las siguientes palabras:

BALDATICA.—B. agreg. al ayunt. de Fórua, del que dista 4 k. Cuenta sobre unos 30 hab. y 7 edif. — Org. civ. Corresponde á la prov. de Vizcaya, y pertenece al 1.er dist. de su part. jud. para las elecciones de diputados provinciales y al dist. de Guernica para las de Córtes. — Org. mil. C. G. de las Provincias Vascongadas y C. G. de Vizcaya. — Org. ecle. Pertenece á la dióc. de Vitoria y tiene para sostenimiento del culto un pequeño templo ó capilla consagrado á San Bernardo.—Org. jud. Forma parte del part. jud. de Guernica y está sujeto á la aud. territ. de Búrgos.— Org. econ. Para el pago de contr. depende de la admon. econ. de Bilbao, lo mismo que su ayunt. — S. púb. Recibe la corr. por cn. de Galdácano á Berméo y esf. de Guernica. —Ob. púb. y med. de com. Dispone de los caminos de que se sirve la municipalidad de que forma parte.—Art., of. ind. Su ind. es la agrícola. — Pob. Se reduce á un pequeño número de casas de tosca construccion y triste aspecto. — Sit. geog. top. Está enclavado en la jurisdiccion del ayunt. de que se forma parte, y todo lo que á aquel concepto se refiere se encontrará en el artículo consagrado á éste.
(Riera y Sans, 1882, pp. 79-80)

En 2022, la entidad singular de población tenía empadronados 49 habitantes y el núcleo de población, 41.